# فاليريا سولارينو
فاليريا سولارينو (بالإيطالية: Valeria Solarino)‏ هي ممثلة إيطالية، ولدت في 4 نوفمبر 1979 ببرشلونة، فنزويلا في فنزويلا.

## وصلات خارجية
- فاليريا سولارينو على موقع IMDb (الإنجليزية)
- فاليريا سولارينو على موقع ألو سيني (الفرنسية)
- فاليريا سولارينو على موقع ميوزك برينز (الإنجليزية)
- فاليريا سولارينو على موقع أول موفي (الإنجليزية)
- فاليريا سولارينو على موقع قاعدة بيانات الفيلم (الإنجليزية)
- فاليريا سولارينو على موقع كينوبويسك (الروسية)